# زیردریایی ریدوتابل (اس۶۱۱)
زیردریایی ریدوتابل (اس۶۱۱) (به انگلیسی: French submarine Redoutable (S611))  نخستین زیردریایی اتمی نیروی دریایی فرانسه بود که در سال ۲۰۰۲ به  صورت به یک موزه درآمد.
دستور ساخت این زیر دریایی در سال ۱۹۶۲ صادر گشت و در سال ۱۹۶۷ به آب انداخته شد. خدمت رسمی آن در نیروی دریایی فرانسه در سال ۱۹۷۱ آغاز شد و برای مدت بیست سال در خدمت باقی ماند. درازای این زیردریایی  ۱۲۸ متر و پهنای آن  ۱۰/۷ متر میباشد. از جمله موشکهای قابل پرتاب از این زیردریایی موشکهای M20 بودند که توانایی حمل کلاهک های هسته ای یک مگاتونی به مسافت  ۳۰۰۰  کیلومتر را دارا بودند.  به روی هم ۶ فروند از این گونه زیردریایی با نامهای گوناگون ساخته شده اند ولی امروز (آغاز سال ۲۰۱۶)  تنها سه فروند از این گونه زیردریایی خاص در خدمت باقی مانده اند.
زیردریایی  ریدوتابل  در دسامبر  سال ۱۹۹۱ از خدمت نیروی دریایی فرانسه خارج  گشته و در سال  ۲۰۰۰  از آب بیرون کشیده شد. عملیات بسیار دشوار تبدیل آن به یک موزه دو سال به درازا کشید. این تنها زیردریایی اتمی با توانایی حمل موشکهای هسته ای خارج شده از رده  خدمت در دنیا است که  میتوان از آن به عنوان یک موزه دیدن کرد.
از زیردریایی  ریدوتابل  میتوان در موزه  Cité de la Mer  در شهر کنار دریایی  شربورگ-اکتوویل  در شمال فرانسه دیدن نمود.